# 주싱가포르 타이베이 대표처

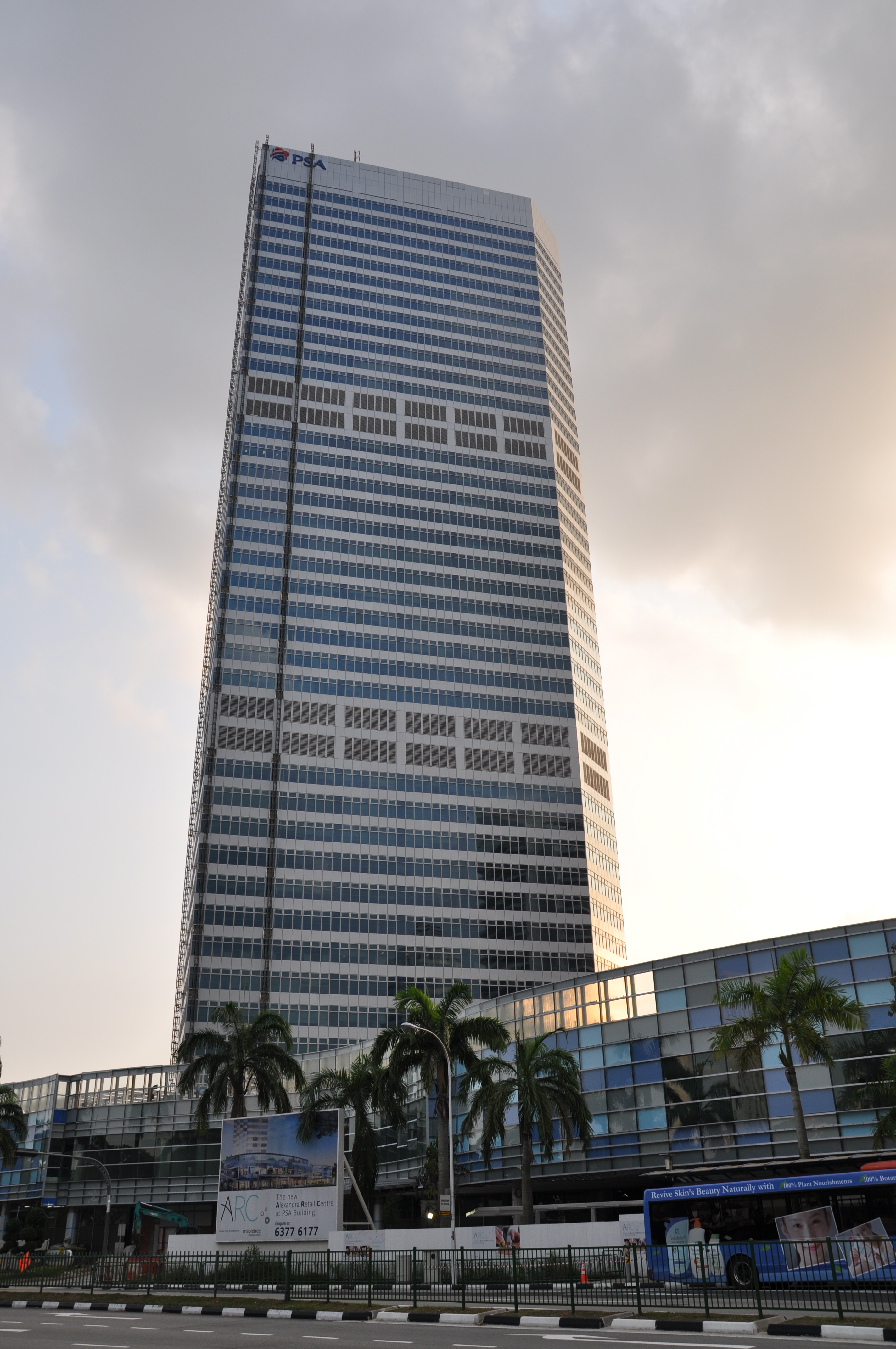

주싱가포르 타이베이 대표처(駐新加坡臺北代表處, Taipei Representative Office in Singapore)는 중화민국이 싱가포르에 설치한 외교 공관으로 주싱가포르 중화민국 대사관 기능을 한다. 구명칭은 주싱가포르 중화민국 상무대표단(中華民國駐新加坡商務代表團, Trade Mission of the Republic of China)이었다. 싱가포르는 중화민국 타이베이에 싱가포르 주타이베이 상무판사처(新加坡駐臺北商務辦事處)를 설치해 운영하고 있다. 중화민국과 싱가포르의 양국간에 정식 외교관계가 부재하기 때문에 연락사무소의 형식으로 외교 공관을 설치해 양국간의 사증업무와 외교교섭을 처리하고 있다.

## 역사
싱가포르가 영국의 식민지에서 독립한 1965년 이후 중화민국과 싱가포르 공화국 양국은 계속 비공식관계를 유지했다. 중화민국은 싱가포르에 주싱가포르 중화민국 상무대표단(中華民國駐新加坡商務代表團)을 설치했다. 1990년 싱가포르 공화국이 중화인민공화국과 수교하면서 주싱가포르 중화민국 상무대표단은 동년 9월 30일 주싱가포르 타이베이 대표처(駐新加坡臺北代表處)로 개명했다.

## 같이 보기
- 주싱가포르 대한민국 대사관
- 중화민국 외교부
- 타이베이 대표부